# Heckler & Koch HK32
A HK32 a németországi Heckler & Koch fegyvergyár által kifejlesztett és gyártott 7,62 mm-es gépkarabély.

## Története
A Heckler & Koch fegyvergyár a hetvenes évek elején, a G3 típusú karabélyok rendszerén alapuló új gépkarabély-szériák kifejlesztésébe kezdett. A sorozatot a HK32, HK33 és a HK41 gépkarabélyok alkotják, mind a három modell szabvány csőhosszal és merev válltámasszal, szabvány csőhosszal és betolható válltámasszal, rövid csőhosszal és betolható válltámasszal készül. A HK32 és HK33 gépkarabélyok csak űrméretben és néhány alkatrészben térnek el a G3-tól, zárszerkezetük a G3 görgőkkel késleltetett tömegzára, elsütőszerkezetük azonos.
A HK32 a 7,62 × 39 mm M43 köztes lőszert tüzeli, kis szériában készült, sehol nem állították rendszerbe – az M43 töltényt rendszerben tartó országok a Varsói Szerződés államaiból szerezték be, vagy helyben gyártották a megfelelő űrméretű fegyvereket.

## Szerkezeti kialakítása
A HK32 elsütőszerkezete a G3 karabélyéval azonos. A fegyver késleltetett tömegzáras kialakítású, a lövés során a csőben uralkodó gáznyomás hatására fellépő erő hat a zárt állapotú zártömbre, amely a görgőkön keresztül elmozdítja a záróéket, ami rövid hátramozgás után magával vonja a zártömböt. Amikor a zártömb elkezdi a hátrafelé mozgást, a lövedék már elhagyja a fegyvert, a töltényűr nyomása visszaesik a légköri nyomás szintjére, a zártömbbe épített hüvelykivonó üríti a töltényűrt, a zártömb hátranyomja a kakast, a zárvezető előre mozog a tárból, a legfelső töltényt a töltényűrbe tolja, és a görgőket a tok üregébe kényszeríti. Sorozatlövésre állított fegyverben a lövési folyamat addig ismétlődik, amíg töltény van a tárban vagy a lövész el nem engedi az elsütőbillentyűt.

## Változatok
- HK32A2 – rögzített fa vagy műanyag válltámaszú változat
- HK32A3 – betolható fém válltámaszú változat
- HK32KA3 – rövidebb csővel (340 mm), betolható fém válltámasszal gyártott változat
- HK33 – az 5.56 x 45 mm/223 Remington-os változat
- Harrington & Richardson T223 – HK 33 USA-ban gyártott licencmásolata